# حام

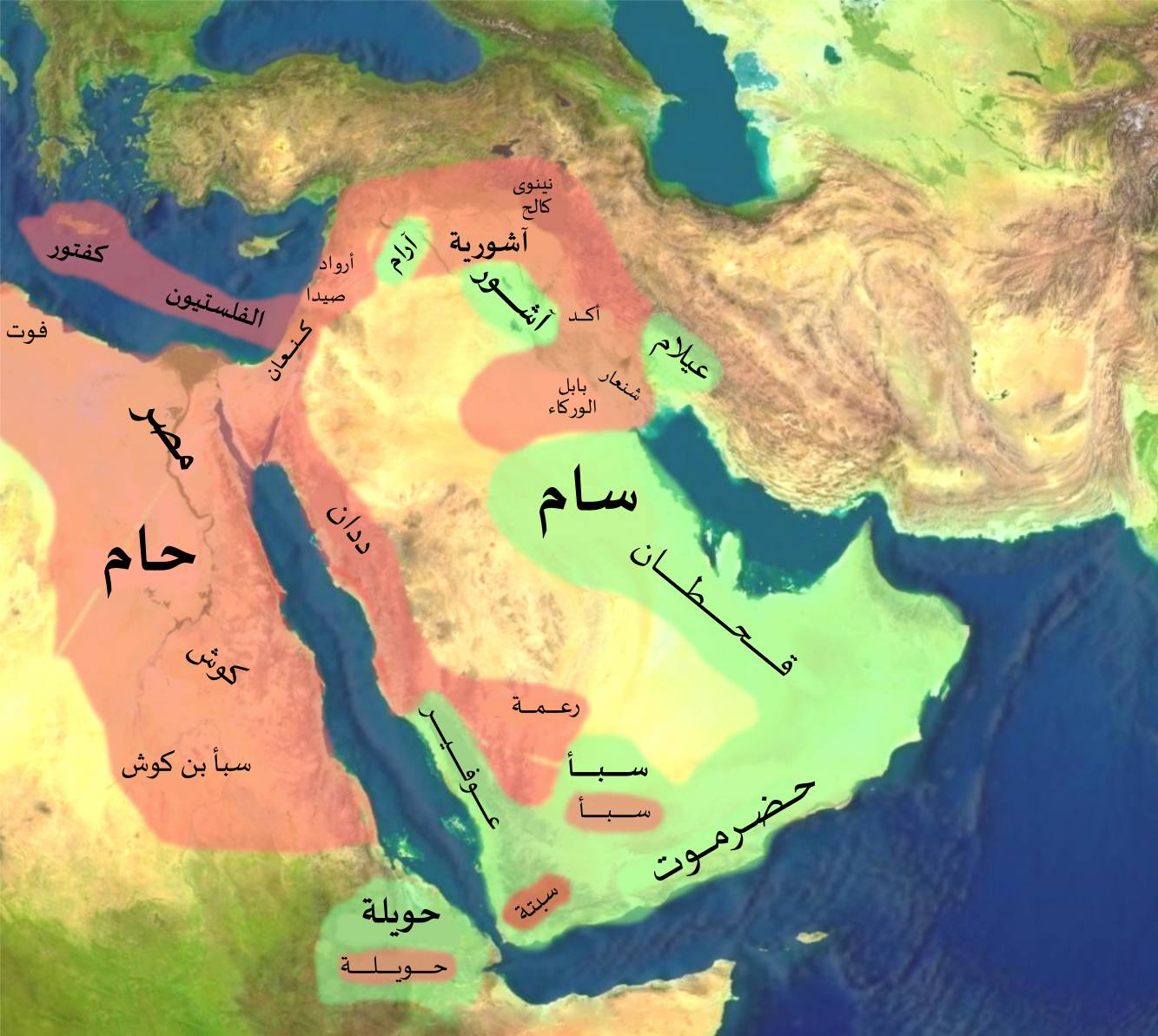
توزيع جغرافي لأبناء نوح من وجهة نظر توراتية

حامٌ هو حام بن نوح، وهو الابن الثاني للنبي نوح من زوجته واغلة، وينسب إليه الحاميون. وهو أحد أبناء النبي نوح الثلاثة الذين آمنوا به، وبرسالة نبوته، فركبوا معه السفينة تفاديًا للطوفان الذي بعثه الله ليهلك الكافرين، وأما الأخ الرابع فيدعى كنعان أو يام الذي غرق مع أمه واغلة لأنهما رفضا ركوب السفينة ولأنهما كانا كافرين.

## أصله
كلمة حام مرتبطة بكلمة كمت، وهو المعنى الهيروغليفي لكلمة مصر، وهي تعني الأرض السمراء. وفي المزامير اليهودية ذُكر نفس الأصل لكلمة حام، وبالتحديد في المزامير 78:51; 105:23,27; 106:22; 4:40 «إسرائيل دخل مصر، وتغرب في بلد حام» وإسرائيل هنا تعني النبي يعقوب، ولا يوجد ذكرُ صريح لأصل كلمة حام في المرجع العربية، أو المراجع الإسلامية.

## نسبه
ھو حام بن نوح بن لامك بن متوشلخ بن إدريس بن یرد بن مهلائيل بن قينان بن أنوش بن شيث بن آدم أبي البشر.
امه هي: واغلة أو نعمة بنت لامك بن متوشائيل بن مهويائيل بن عيراد بن خنوخ بن قابيل بن آدم ابي البشر.

## سلالته
من سلاله حام:-
- كوش وهو أبو النوبيون والبجا، ويقال لهم الكوشيين.
- مصرايم وهو أبو المصريين.
- فوت وهو اب الامازيغ
- كنعان وهو أبو كل:
  1. يدونيون، أبناء صيدون
  2. الحيثيون، أبناء حيث
  3. اليبوسيون
  4. الأموريون
  5. الجرجاشيون
  6. الحويون
  7. العرقيون
  8. السينيون
  9. الأرواديون
  10. العماريون
  11. الحماتيون

## في الإسلام
وإن أجمع المسلمون أن الطوفان عم جميع البلاد، قال ابن كثير في البداية والنهاية:
«أجمع أهل الأديان الناقلون عن رسل الرحمن مع ما تواتر عند الناس في سائر الأزمان على وقوع الطوفان وأنه عم جميع البلاد ولم يبق الله أحدا من كفرة العباد استجابة لدعوة نبيه المؤيد المعصوم وتنفيذا لما سبق في القدر المحتوم.»
فإن الروايات في الإسلام على ثلاثة أقوال:
- قوم قالوا إن كل الناس اليوم من ذرية النبي نوح عن قتادة، وذلك أستناداً للآية القرآنية: ﴿وَجَعَلْنَا ذُرِّيَّتَهُ هُمُ الْبَاقِينَ ۝٧٧﴾[4]، فقال: فالناس كلهم من ذرية نوح، وروى أيضاً ابن عباس في الآية الكريمة السابقة فقال عنها: لم يبق إلا ذرية نوح.

ومع هذا فالروايات التي تصنف الناس إلى ساميين وحاميين ويافثيين لم تصل درجة الصحة
- وقال قوم:[5] كان لغير ولد نوح أيضاً نسل، بدليل قوله تعالى:- ﴿ذُرِّيَّةَ مَنْ حَمَلْنَا مَعَ نُوحٍ إِنَّهُ كَانَ عَبْدًا شَكُورًا ۝٣﴾.[6] وقوله: ﴿قِيلَ يَا نُوحُ اهْبِطْ بِسَلَامٍ مِنَّا وَبَرَكَاتٍ عَلَيْكَ وَعَلَى أُمَمٍ مِمَّنْ مَعَكَ وَأُمَمٌ سَنُمَتِّعُهُمْ ثُمَّ يَمَسُّهُمْ مِنَّا عَذَابٌ أَلِيمٌ ۝٤٨﴾[7] ، فعلى هذا معنى الآية الكريمة: ﴿وَجَعَلْنَا ذُرِّيَّتَهُ هُمُ الْبَاقِينَ ۝٧٧﴾ [الصافات:77] ، دون ذرية من كفر أنا أغرقنا أولئك، ومعنى الآية: ﴿ذُرِّيَّةَ مَنْ حَمَلْنَا مَعَ نُوحٍ إِنَّهُ كَانَ عَبْدًا شَكُورًا ۝٣﴾ [الإسراء:3] قال القرطبي:[8] يريد إبراهيم وحده أي أن إبراهيم من ذرية من حَمل مع نوح، لا من ذرية نوح، وإن وجد سام فإن إبراهيم ليس من ذريته.
- بعض الإمامية: أن المقصود بالآية «وَجَعَلْنَا ذُرِّيَّتَهُ هُمْ الْبَاقِينَ» هي الإمامة وأن أبو البشر اثنان أحدهم نوح وآخر لم يذكر اسمه بدليل قول الرسول صل الله عليه وآله «نوح أحد الأبوين» والطوفان عم كل الأرض ولم يبقى سوى 80 نفس إحداهم نوح عليه السلام فيكون الأب الآخر إما أب أو ابن أو هو أحد الناجين من الطوفان.

## رواية لعنة كنعان في التلمود والتوراة
- ورد في الكتاب المقدس في العهد القديم أنَّ حام رأى عورة أبيه نوح حينما كان تحت تأثير الخمر، حيث رآه عارياً، وأخبر أخوته سام، ويافث بذلك، فما كان من إخوته إلا أنْ حملوا ثوباً، ورجعوا للوراء كي لا يروا عورة أبيهم وغطو أبيهم نوح بالثوب، ولمَّا أفاق نوح من تأثير الخمر، ولعن كنعان بن حام بأن يكون أحفاده عبيداً لأحفاد إخوته. حيث أن الابن في التوراة يعني الابن والحفيد. وهنا قصد نوح كنعان ابن حام، وليس حام نفسه.
- «[20] وابتدا نوح يكون فلاحا وغرس كرما [21] وشرب من الخمر فسكر وتعرى داخل خبائه [22] فابصر حام أبو كنعان عورة ابيه واخبر اخويه خارجا [23] فاخذ سام ويافث الرداء ووضعاه على اكتافهما ومشيا إلى الوراء وسترا عورة ابيهما ووجهاهما إلى الوراء فلم يبصرا عورة ابيهما [24] فلما استيقظ نوح من خمره علم ما فعل به ابنه الصغير [25] فقال ملعون كنعان عبد العبيد يكون لاخوته [26] وقال مبارك الرب اله سام وليكن كنعان عبدا لهم [27] ليفتح الله ليافث فيسكن في مساكن سام وليكن كنعان عبدا لهم» سفر الخروج 9:20-27

## أبناء حام وحاميون
- كوش اب النوبيين وقد عرفت الحضارة النوبية بالكوشيين زوجته قرنابيل وأبنائه:
  - حويله أو هافيله، ونسله يعتبر جزء من الجزيرة العربية ناحية البحر الأحمر.
  - سبأ
  - سبتة
  - رماح، ورد ذكره في سفر التكوين.
    - دوان، بن رماح وسكن نسله منطقه تبوك.

  - سبتيكة، يعتبر نسله جزء من حضارة سبأ وعاشو حول ميناء إريتريا.
  - نمرود، ويختلف عن النمرود بن كنعان، ونمرود بن كوش هو اصل الحضارة السومرية، وهو من بني برج بابل تحديا لله. كما اسس بعض المدن الاشوريه.
- مصرايم (أبو المصريين). وهو اصل الحضارة المصرية، وهم اسم مصر العليا والسفلي وفي الهيلوغريفيه تا-وي بمعني الأرضين. وينقسم اسم مصرايم لمقطعين. مصر-ايم وايم يعني التثنية، والثنائيه أي وجود اثنتين منه أي وجود مصرين، العليا والسلفى.
  - ليديا أو لوديم، وهو من ذريه مصرايم، وليس ابنه وأحيانا يعتبر خطأ من اسم لوبيم، وهو اصل الليبو في ليبيا.
  - عناميم أو انامي، وهو أيضا من ذريه مصرايم، وتم ذكره في مصادر اشوريه من عهد سرجون الثاني.
  - ليابي أو لهابيم، من ذريه مصرايم، وغالبا سكن ليبيا.
  - نفتوهم أو نفتوحيم، من ذريه مصرايم، وتم ربطه باسم ممفيس أو منف حيث ان معناها هو نوف.
  - باتوريس أو فتروسيم، من ذريه مصرايم، وتم ربطه ب با-تو-ريس، وهي تعني ارض الجنوب.
  - كازلوك أو كسلوحيم، من ذريه مصرايم.
  - كفتوريم، من ذريه مصرايم، وتم ربطه باسم مدينة كفتور في شمال شرف مصر.
- فوت تنحدر منه الشعوب الامازيغية.
- كنعان زوجته مرسال، وسكن نسله منطقة الشام، وابنائه:-[بحاجة لمصدر]
  - صيدا، وهو الابن الأكبر لكنعان، وعلي اسمه تم تسميه مدينة صيدا اللبنانية
  - حيث، ابن كنعان، وأبو الحيثيون
  - يبوس، من ذريه كنعان، وعاشت ذريته في القدس وهم يبوسيون
  - عموره، من ذريه كنعان، وعاشت ذريته بين نهر الأردن والفرات، وسماه المصريين والاكاديين بعمورو.
  - حويين، من ذريه كنعان.
  - عرقة، من ذريه كنعان.

## أسماء أخرى
قوط - بنصر - كومش - حوملة - رعمة - سيكا - دوان.